# Jani Mylläri
Jani Mylläri (* 15. September 1981) ist ein ehemaliger finnischer Skispringer.
Mylläri startete ab der Saison 1996/97 im Skisprung-Continental-Cup (COC). In seiner ersten Saison erreichte er jedoch mit 15 Punkten nur den 127. Platz in der Gesamtwertung. In der Saison 1997/98 erreichte er mit 153 Punkten den 77. Platz in der COC-Gesamtwertung. Bei der Junioren-Weltmeisterschaft 1998 im Schweizer St. Moritz gewann er im Teamspringen gemeinsam mit Pekka Salminen, Hannu Alakunnas und Matti Hautamäki die Bronzemedaille. In der Saison 1998/99 erreichte er mit 218 Punkten den 55. Platz und damit die beste Platzierung seiner Karriere in der Continental-Cup-Gesamtwertung. Bei der Junioren-Weltmeisterschaft 1999 in Saalfelden gewann er im Teamspringen gemeinsam mit Veli-Matti Lindström, Pekka Salminen und Matti Hautamäki die Silbermedaille. Auf Grund dieses Erfolges gehörte er vier Wochen nach der Junioren-WM am 4. März 1999 erstmals zum Kader für ein Springen im Skisprung-Weltcup. In Kuopio sprang er von der Großschanze auf den 45. Platz. Zwei Tage später erreichte er in Lahti mit Platz 26 seine ersten Weltcup-Punkte. Trotz dessen war dies sein letztes Weltcup-Springen. Nach einer weiteren erfolglosen Saison im Continental Cup beendete Mylläri 2000 seine aktive Skisprungkarriere.